# Kuopion Palloseura

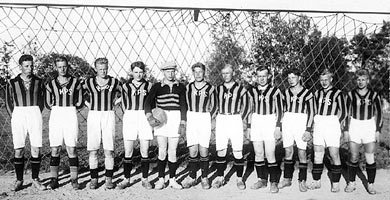
Primer equipo en 1923.

El Kuopion Palloseura más conocido como KuPS Kuopio (en español: Club de Pelota Kuopio) es un equipo de fútbol de Finlandia que milita en la Primera División de Finlandia, la liga mayor de fútbol en el país.

## Historia
Fue fundado en 1923 en la ciudad de Kuopio, es el 4.º mejor equipo histórico de Finlandia, donde 50 de esos años los ha jugado en la máxima categoría de fútbol, en la cual se ubica cuarto en la tabla histórica.
Fue el primer equipo finés en tener un jugador que jugase en un mundial de fútbol, concretamente el egipcio Abdullah Said.

## Palmarés
- Primera División de Finlandia: 7

1956, 1958, 1966, 1974, 1976, 2019, 2024
- Copa de Finlandia: 5

1968, 1989, 2021, 2022, 2024
- Copa de la Liga de Finlandia: 1

2006
- Ykkönen: 3

2000, 2004, 2007
- Kakkonen: 1

1998

## Participación en competiciones de la UEFA
| Temporada | Torneo                       | Ronda              | Club                 | Casa | Visita | Global         |
| --------- | ---------------------------- | ------------------ | -------------------- | ---- | ------ | -------------- |
| 1959–60   | European Cup                 | Preliminar         | Eintracht Frankfurt  | w.o. | w.o.   | w.o.           |
| 1967–68   | European Cup                 | 1                  | Saint-Étienne        | 0–2  | 0–3    | 0–5            |
| 1969–70   | Cup Winners' Cup             | 1                  | Académica de Coimbra | 0–1  | 0–0    | 0–1            |
| 1975–76   | European Cup                 | 1                  | Ruch Chorzów         | 0–5  | 2–2    | 2–7            |
| 1976–77   | UEFA Cup                     | 1                  | Östers               | 3–2  | 0–2    | 3–4            |
| 1977–78   | European Cup                 | 1                  | Club Brugge          | 0–4  | 2–5    | 2–9            |
| 1978–79   | UEFA Cup                     | 1                  | Boldklubben 1903     | 2–1  | 4–4    | 6–5            |
| 1978–79   | UEFA Cup                     | 2                  | Esbjerg              | 0–2  | 1–4    | 1–6            |
| 1980–81   | UEFA Cup                     | 1                  | Saint-Étienne        | 0–7  | 0–7    | 0–14           |
| 1990–91   | Cup Winners' Cup             | 1                  | Dynamo Kiev          | 2–2  | 0–4    | 2–6            |
| 2011–12   | Europa League                | 2                  | Gaz Metan Mediaș     | 1–0  | 0–2    | 1–2            |
| 2012–13   | Europa League                | 1.ª Clasificatoria | Llanelli             | 2–1  | 1–1    | 3–2            |
| 2012–13   | Europa League                | 2.ª Clasificatoria | Maccabi Netanya      | 0–1  | 2–1    | 2–2            |
| 2012–13   | Europa League                | 3.ª Clasificatoria | Bursaspor            | 1–0  | 0–6    | 1–6            |
| 2018–19   | Europa League                | 1.ª Clasificatoria | Copenhagen           | 0−1  | 1–1    | 1–2            |
| 2019–20   | Europa League                | 1.ª Clasificatoria | Vitebsk              | 2−0  | 1–1    | 3–1            |
| 2019–20   | Europa League                | 2.ª Clasificatoria | Legia Warsaw         | 0−1  | 0−0    | 0−1            |
| 2020–21   | Champions League             | 1.ª Clasificatoria | Molde                | –    | 0–5    | 0–5            |
| 2020–21   | Europa League                | 2.ª Clasificatoria | Slovan Bratislava    | 1–1  | –      | 1–1 (4:3 pen.) |
| 2020–21   | Europa League                | 3.ª Clasificatoria | Sūduva               | 2–0  | –      | 2–0            |
| 2020–21   | Europa League                | Play-Off           | CFR Cluj             | –    | 1–3    | 1–3            |
| 2021–22   | Conference League            | 1.ª Clasificatoria | Noah                 | 5–0  | 0–1    | 5–1            |
| 2021–22   | Conference League            | 2.ª Clasificatoria | Vorskla Poltava      | 2–2  | 3–2    | 5–4 (t. s.)    |
| 2021–22   | Conference League            | 3.ª Clasificatoria | Astana               | 1–1  | 4–3    | 5–4            |
| 2021–22   | Conference League            | Play-Off           | Union Berlín         | 0–4  | 0–0    | 0–4            |
| 2022–23   | Conference League            | 1.ª Clasificatoria | Dila Gori            | 2-0  | 0-0    | 2-0            |
| 2022–23   | Conference League            | 2.ª Clasificatoria | Milsami Orhei        | 2-2  | 4-1    | 6-3            |
| 2022–23   | Conference League            | 3.ª Clasificatoria | Young Boys           | 0-2  | 0-3    | 0-5            |
| 2023–24   | Conference League            | 2.ª Clasificatoria | Derry City           | 1–2  | 3−3    | 4−5            |
| 2024-25   | Conference League            | 1.ª Clasificatoria | UNA Strassen         | 0–0  | 5–0    | 5–0            |
| 2024-25   | Conference League            | 2.ª Clasificatoria | Tromsø               | 0–1  | 0–1    | 0–2            |
| 2025-26   | Liga de Campeones de la UEFA | 1.° Clasificatoria | F. C. Milsami Orhei  | 1–0  | 0–0    | 0–1            |
| 2025-26   | Liga de Campeones de la UEFA | 2.° Clasificatoria | F. C. Kairat Almaty  | 2–0  |        | 0–2            |

## Entrenadores
- Aaro Heikkinen (1945-57)
- Imre Nagyn (1947)
- Martti Kosma (1958)
- Reino Miettinen (1959)
- Veijo Pehkonen (1960)
- Asser Väisänen (1960)
- Aaro Heikkinen (1961-65)
- Gunnar Boman (1966-68)
- Veikko Jokinen (1969-71)
- Unto Nevalainen (1969-71)
- Martti Räsänen (1972-79)
- Matti Terästö (inicialmente) (1980)
- Jarmo Flink (temporada final) (1980)
- Ari Savolainen (1981)
- Matti Väänänen (1982)
- Boguslaw Hajdas (1983-85)
- Jouko Pasanen (1986)
- Jouko Pasanen (1987)
- Aarre Miettinen (julio de 1987)
- Heikki Turunen (1988)
- Aarre Miettinen (1988)
- Heikki Turunen (1989)
- Markku Hyvärinen (mayo de 1989)
- Olavi Rissanen (mayo de 1989)
- Martti Räsänen (1990-91)
- Olavi Rissanen (1990-91)
- Martti Räsänen (1992)
- Jouni Jäntti (septiembre de 1992)
- Markku Hyvärinen (septiembre de 1992)
- Keijo Voutilainen (1993-1994)
- Hannu Turunen (1995)
- Atik Ismail (1995-1996)
- Jouni Jäntti (1997-1998)
- Ensio Pellikka (1998)
- Heikki Turunen (1999)
- Esa Pekonen (2000-2001)
- Jari Pyykölä (2002-2003)
- Ismo Lius (junio de 2003)
- Juha Malinen (2004-2006)
- Kai Nyyssönen (2007-2009)
- Esa Pekonen (2009-2014)
- Marko Rajamäki (2014-2016)
- Jani Honkavaara (2017-2019)
- Arne Erlandsen (2020)
- Simo Valakari (2021–2022)
- Pasi Tuutti (2023)
- Jani Honkavaara (abril de 2023-2024)
- Jarkko Wiss (2025)

## Jugadores

### Altas y bajas 2023-24 (verano)
Altas 
| Jugador | Nacionalidad | Posición | Procedencia  | Tipo | Precio |
| ------- | ------------ | -------- | ------------ | ---- | ------ |
|         | Bandera de ? |          | Bandera de ? |      |        |

Bajas 
| Jugador | Nacionalidad | Posición | Destino      | Tipo | Precio |
| ------- | ------------ | -------- | ------------ | ---- | ------ |
|         | Bandera de ? |          | Bandera de ? |      |        |